# Maddalena Ferrara
Maddalena Ferrara (Chiaromonte, 22 ottobre 1982) è un'attrice e modella italiana.

## Biografia
Senisese, nata a Chiaromonte, in provincia di Potenza, esordisce come modella, partecipando nel 2002 alla manifestazione Miss Italia e nel 2003 a Miss Mondo.
Debutta in televisione nel 2007 a Camera Café e nel 2008 nella fiction  Un ciclone in famiglia 3 con la regia di Carlo Vanzina. Nel 2010 recita nella seconda serie di Squadra antimafia - Palermo oggi.
Ha recitato nel 2007 nel film Il mattino ha l'oro in bocca con la regia di Francesco Patierno e nel 2009 in La vita è una cosa meravigliosa con la regia di Carlo Vanzina e partecipa al film Nine con la regia di Rob Marshall.
Si pose all'attenzione dei media italiani diventando la Playmate del Mese (Centerfold: settembre 2009) su Playboy Italia n. 8.

## Filmografia

### Cinema
- Il mattino ha l'oro in bocca - regia di Francesco Patierno (2007)
- La vita è una cosa meravigliosa - regia di Carlo Vanzina (2009)
- Nine - regia di Rob Marshall (2009)

### Serie televisive
- Camera Café - registi vari (2007)
- Un ciclone in famiglia 3 - regia di Carlo Vanzina (2008)
- Squadra antimafia - Palermo oggi 2 - serie TV, episodio: 2x08 (2010)
- Boris - regia di Mattia Torre e Luca Vendruscolo (2010)
- Il delitto di Via Poma - regia di Roberto Faenza (2011)
- R.I.S. Roma 3 - Delitti imperfetti, regia di Francesco Miccichè - serie TV (2012) [2]